# 莫斯科 (歌曲)
《Moskau》亦即德语的莫斯科，是德国（西德）流行表演乐队成吉思汗1979年同名专辑中的歌曲。

## 历史
歌曲于1980年在澳大利亚发行，当年也是1980年莫斯科奥运会举办年。澳大利亚的七號電視網将该歌曲用于莫斯科奥运会报道的主题曲。歌曲在澳大利亚大受欢迎，有六周登上榜单首位。
歌曲还在他们1980年专辑《罗马 (Rom)》中出现。该专辑版音乐达6分钟，但单曲版只有四分半长。
歌曲在苏联地下非常流行。国营电视台曾在新年假期节目阵容中使用了歌曲15秒的剪辑，结果导致电台总监立刻被免职。
歌曲在2006年电子游戏《太鼓达人携带版2》中作为游戏歌曲首次登场，之后歌曲在日本开始流行并被填入幻听歌词。
歌曲还在俄罗斯莫斯科举办的2009年歐洲歌唱大賽上作为开幕曲。
該歌曲現在為大眾迷因的背景音。(尤其經常出現在關於蘇聯及俄羅斯的迷因之中。)

## 其他版本
- 德国黑金属乐队Black Messiah在一张专辑中收录了歌曲的改编版[5]。
- 弗雷德里克（英语：Frederik (singer)）和Tanssiorkesteri Lossimies录制了歌曲的芬兰语版本，题为“Volga”。
- 1980年香港沿用原曲旋律，鄭國江以廣東話填詞，由歌手林子祥演唱之《世運在莫斯科》。
- 在中国大陆，2010年大张伟以原曲旋律加上其本人填詞成為新歌《奋斗》，並以此曲於2011年网络春晚表演。
- Georgie Dann在1980年演唱了歌曲的西班牙语版。
- HammerFall专辑《Legacy of Kings》中歌曲《At the End of the Rainbow》的副歌一定程度上受到了《Moskau》副歌的影响。
- 约翰·卡朋特在其电影《The Fog》中使用了音乐的曲调。
- 在交响金属乐团歌曲《Sacrament of Wilderness》的现场版中，其即兴演奏了《Moskau》中约位于三分钟时点的音乐。
- 捷克滑稽乐团Los Rotopedos在2012年改编了这首歌，随后歌曲登上了Český slavík歌曲荣誉的前十名。
- 2018年世界盃足球賽時，這首歌曲被重新錄製，並免費下載。
- 台灣中華職棒於2014年取用原曲副歌部分旋律，製作Lamigo桃猿隊的應援曲《Let's go Lamigo》。
- 多特蒙德足球俱乐部球迷改編為《哈兰德之歌》，其後在哈兰德轉會曼城后繼續被該會球迷改編為英語版，火遍抖音。